# Хаак, Сьюзен
Сьюзен Хаак (англ. Susan Haak; род. 23 июля 1945, Англия) — британский философ, заслуженный профессор гуманитарных наук, старший научный сотрудник Купера в искусстве и науке, профессор философии и профессор права Университета Майами. Писала статьи по логике, философии языка , эпистемологии и метафизике. Её прагматизм развился из-за прагматизма Чарльза Сандерса Пирса.

## Карьера
Хаак окончила Оксфордский и Кембриджский университет (бакалавр, магистр наук, доктор философских наук: Оксфорд, доктор философии: Кембридж). Её избрали в Фи Бета Каппа как почетного члена. В Оксфорде она училась в колледже Св. Хильды, где её первым учителем философии была Джин Остин, вдова Дж . Л. Остина . Будучи студентом, она изучала политику, философию и экономику и сказала о своём вкусе к философии: "изначально, часть «политики», которая мне больше всего понравилась. Но в конце концов, несмотря на то, что мой учитель по политике поощрял меня заниматься этим предметом, философия взяла верх ".
Она изучала Платона с Гилбертом Райлом и логику с Майклом Дамметтом . Дэвид Пирс курировал ее Б.Фила. диссертация на неопределённость . В Кембридже она написала докторскую диссертацию под руководством Тимоти Смайли . Она занимала должность стипендиата Нью Холла, Кембриджа и профессора философии в Университете Уорика, а затем заняла свою нынешнюю должность в Университете Майами.

Хаак сказала о своей карьере, что она «очень независима»: 
rather than follow philosophical fads and fashions, I pursue questions I believe are important, and tackle them in the ways that seem most likely to yield results; I am beholden to no clique or citation cartel; I put no stock in the ranking of philosophy graduate programs over which my colleagues obsess; I accept no research or travel funds from my university; I avoid publishing in journals that insist on taking all the rights to my work; etc., etc. Naturally, this independence comes at a price; but it also earns me the freedom to do the best work I can, without self-censorship, and to communicate with a much wider audience than the usual "niche literature" does

## Идеалы
Основным вкладом Хаак в философию является её эпистемологическая теория, называемая фундаментеризмом в книге «Доказательства и расследования» 1993 года, которая является её попыткой избежать логических проблем как чистого фундаментализма (который подвержен бесконечному регрессу) и чистая когерентность (которая подвержена округлости). Она иллюстрирует эту идею метафорой кроссворда. Очень упрощённо это можно охарактеризовать как: поиск ответа с использованием подсказки аналогично основополагающему источнику (основанному на эмпирических данных). Убедиться, что взаимосвязанные слова взаимно разумны, аналогично оправданию через последовательность. Оба являются необходимыми компонентами в обосновании знаний. По крайней мере, один учёный утверждал, что основополагающий характер Хаак рушится в фундаментализме при дальнейшей проверке.
Хаак была яростным критиком Ричарда Рорти. Она написала пьесу « Мы, прагматики». , .: Пирс и Рорти в разговоре , состоящий полностью из цитат обоих философов. Она исполнила роль Пирс. Хаак опубликовала яркое эссе в « Новом критерии», сделав сильную оговорку из многих взглядов Рорти, особенно из-за его претензий на своего рода прагматизм.
В Манифесте Страстного Умеренного , Хаак очень критично считает, что существует специфический женский взгляд на логику и научную правду, и критикует феминистскую эпистемологию. Она считает, что многие феминистские критические замечания в области науки и философии чрезмерно связаны с политкорректностью.
Хаак описывает свою книгу 2003 года «Защита науки — в разумных пределах: между наукой и цинизмом» как защиту научных исследований с умеренной точки зрения. Во время интервью с DJ Grothe, тогдашним Центром расследований , Хаак выдвинула предположение, что крайне левые считают науку риторикой, мотивированной властью или политикой, а затем продолжают показывать, как наука может и часто даёт реальную выгоду, и выигрывает, независимо от того, на что могут претендовать левые. Хаак утверждает, что книга является попыткой сделать более разумную и надёжную защиту исследования в свете некоторых философов науки узких логических моделей рациональности. Мнение Хаак по теме расследования, кто бы ни занимался этим, заключается в том, что убедительные доказательства, надёжные методы, прозрачный анализ и встраивание новых открытий в коллективную сферу человеческого знания являются признаками тщательного расследования. Хаак утверждает, что многие могут проводить качественные исследования, однако научное сообщество располагает многочисленными инструментами или помощью, которые принесли человечеству много пользы и которые способствуют укреплению авторитета науки. Эти инструменты и помощь могут быть недоступны для тех, кто занимается индивидуальным расследованием. На вопрос о том, как она реагирует на паранормальные или сверхъестественные претензии, Хаак указывает, что сторонники таких претензий несут тяжёлое бремя доказывания. Вместо того, чтобы называть такие заявления псевдонаукой, она признаёт, что эти вещи могут быть «довольно плохими вещами», и если их нужно серьёзно рассматривать, им потребуются экстраординарные доказательства, и что такие доказательства должны соответствовать наилучшей научной теории о вещи есть. В этом интервью Хаак также отвечает на вопрос о совместимости религии с наукой. Она соглашается с тем, что между ними существует большая напряжённость. Заявив о своем несогласии с британским философом религии Ричардом Г. Суинберном и Стивеном Джей Гулдом, она сослалась на соответствующую главу своей книги для всестороннего понимания своих взглядов по этому вопросу.
В соответствующей десятой главе «Защиты науки» Хаак не согласна с утверждением Гулда о том, что наука и религия имеют свои собственные разные области, которые не пересекаются. (См. НОМА). Хаак также не согласна со Суинберном. Хаак считает, что, хотя учёные, историки и детективы играют полезную роль в научных исследованиях, богословы — нет. Хаак показывает, как религия и наука предъявляют претензии о том, как устроен мир. Она показывает, что наука и религия также утверждают, как они могут привести к улучшению состояния человека. Этими утверждениями Хаак показывает, что религия и наука не пользуются своим отдельным пространством. Она указывает на области, в которых прежние и нынешние религиозные утверждения о природной вселенной решительно опровергаются лучшими обоснованными открытиями науки. Она также оговаривает, что в современной науке много споров и вопросов без ответа. Она резюмирует свою защиту научных исследований, заявляя, что она не приносит извинений за то, что заслужила свое «величайшее восхищение» для тех, кто любит тренировать ум, независимо от того, каким образом он их берёт … тех, для кого они делают всё возможное с умом, без преград Это вопрос чести ".
Она написала для свободного исследования журнал и Совет светского гуманизма. Работы Хаак были рассмотрены и приведены в популярных изданиях, таких как «Таймс» литературное приложение , а также в научных журналах.

## Членство
Хаак является почетным членом Общества Phi Beta Kappa и Phi Kappa Phi, бывшим президентом Общества Чарльза С. Пирса, и бывшим членом Комиссии по образованию США / Великобритании.

## Избранные сочинения
- Deviant Logic. Cambridge University Press, 1974.
- Haack, Susan. Two Fallibilists in Search of the Truth (неопр.) // Proceedings of the Aristotelian Society[англ.]. — 1977. — Т. 51, № Supplementary Volumes. — С. 63—104. (Charles Sanders Peirce and Karl Popper have strikingly similar views on the propensity theory of probability and philosophy of science.)
- Philosophy of Logics. Cambridge University Press, 1978.
- Evidence and Inquiry. Blackwell, 1993.
- Deviant Logic, Fuzzy Logic: Beyond the Formalism. The University of Chicago Press, 1996. (Extends the 1974 Deviant Logic, with some additional essays published between 1973 and 1980, particularly on fuzzy logic, cf The Philosophical Review, 107:3, 468—471 )
- «Vulgar Rortyism,» The New Criterion 16, 1997.
- Manifesto of a Passionate Moderate: Unfashionable Essays. The University of Chicago Press, 1997.
- Defending Science — Within Reason: Between Scientism and Cynicism. Prometheus Books, 2003. ISBN 1-59102-117-0.
- «Trial and Error: The Supreme Court’s Philosophy of Science». American Journal of Public Health, 2005.
- Pragmatism, Old and New (Robert Lane, associate editor). Prometheus Books, 2006.
- Putting Philosophy to Work: Inquiry and Its Place in Culture. Prometheus Books, 2008.
- Evidence Matters: Science, Proof and Truth in the Law. Cambridge University Press, 2014.
- Хаак, С. Очередные похороны эпистемологии [Текст] : панорама американской философской мысли / С. Хаак // Вопросы философии. - 1995. - № 7. - С. 106-123.